# Fahad Al-Johani
Fahad Al-Johani, né le 26 octobre 1991 en Arabie saoudite, est un footballeur saoudien. Il évolue au poste d'attaquant à Al-Taï SC.

## Biographie
Il est sacré champion d'Arabie saoudite en 2011 avec Al-Hilal, ne disputant qu'un seul match en championnat cette saison là.

## Palmarès
- Champion d'Arabie saoudite en 2011 avec Al-Hilal